# Philippe de Vienne (saint)
Pour les articles homonymes, voir Philippe de Vienne († 1303).
Philippe (Sancti Philippi Viennensis episcopi) est un saint de l’Église catholique (célébré le 3 mai) et un évêque de Vienne, de la fin du VIe siècle.

## Biographie
Philippe (Philippus, Phylippus, Philippi), dont l'origine est inconnue, est mentionné dans le Catalogue des évêques de Vienne produit par l'évêque Adon de Vienne (799-875), dans sa Chronique,.
Il préside, selon l'historien Ulysse Chevalier (1879), le deuxième concile provincial de Lyon, en 567, et au quatrième concile de Paris, de 573,. Quelques années plus tard, l'étude de Louis Duchesne (1894) confirme la participation au concile de Paris de 573, mais donne l'année 570 pour celui de Lyon.
Theudère, abbé-fondateur de l'abbaye de Saint-Chef meurt vers 575.
La tradition, relève Chevalier, le fait mourir au cours de l'année 580.

## Culte
Saint Philippe est célébré localement le 3 mai. Il est désormais célébré, dans le diocèse de Grenoble-Vienne, le 1er juillet avec saint Martin et tous les saints évêques de Vienne.